# Pseudocalotes kakhienensis
Pseudocalotes kakhienensis là một loài thằn lằn trong họ Agamidae. Loài này được Anderson mô tả khoa học đầu tiên năm 1879.